# 4. marts
4. marts er dag 63 i året i den gregorianske kalender (dag 64 i skudår). Der er 302 dage tilbage af året.
Adrians dag. Adrian var en romersk soldat, som blev omvendt af kristne martyrers gode eksempel. Det kostede ham livet. Han er fangevogternes og brevbærernes helgen.
Dagen er en af de uheldige i Tycho Brahes kalender.

### Begivenheder
Født - Dødsfald
- 1152 -  Frederik I ("Barbarossa") vælges til tysk-romersk konge.
- 1681 - William Penn udnævnes af Karl 2. af England til guvernør af Pennsylvania.
- 1789 - Den amerikanske kongres samles for første gang.
- 1793 - USA indsættes George Washington i sin anden embedsperiode.
- 1848 - Der indføres almindelig valgret i Frankrig.
- 1857 - Dåbstvangen for folkekirkemedlemmers børn afskaffes.
- 1861 - Abraham Lincoln bliver USA's 16. præsident.
- 1877 - Balletten Svanesøen uropføres i Moskva, Rusland.
- 1892 - København får sit første elværk.
- 1913 - Historieprofessoren Woodrow Wilson tiltræder som amerikansk præsident.
- 1921 - Kvinder får lige adgang til stillinger - bortset fra til Folkekirken, Hæren og Flåden.
- 1936 - Verdens største passagerzeppeliner Hindenburg LZ 129 prøveflyves for første gang.
- 1944 - Første bombninger af Berlin ved dagslys.
- 1950 - K.K. Steincke, hovedmanden bag den store socialreform i 1933, får sin sidste ministerpost; denne gang som justitsminister.
- 1950 - Walt Disney tegnefilmen Askepot har verdenspremiere.
- 1959 - Pioneer 4 passerer som det første rumfartøj Månen.
- 1964 - FN beslutter at sende fredsstyrke til Cypern [de er der fortsat].
- 1966 - John Lennon udtaler Vi (Beatles) er mere populære end Jesus.
- 1967 - Første gas fra Nordsøen pumpes i land i England.
- 1968 - Efter en knockout-sejr i New York over Buster Mathis bliver den amerikanske bokser Joe Frazier verdensmester i alle klasser ifølge WBC-reglerne.
- 1969 - Prins Henrik indtræder i ledelsen af Dansk Røde Kors.
- 1972 - Statsminister Jens Otto Krag (S) bebuder, at der skal være folkeafstemning om dansk medlemskab af EF.
- 1973 - Otte terrorister fra Sorte September afslutter deres besættelse af den saudiske ambassede i Khartoum efter at have dræbt 3 fremmede diplomater.
- 1974 - Den amerikanske milliardær-arving Patty (Patricia) Hearst kidnappes. Senere sluttede hun sig til kidnapperne og begik flere alvorlige forbrydelser sammen med dem. I 1976 blev hun kendt skyldig i disse forbrydelser og idømt 7 års fængsel. I 1979 blev hun dog benådet af præsident Jimmy Carter.
- 1975 - Charles Chaplin slås til ridder af den engelske dronning.
- 1978 - For første gang vinder en dansk tipper over en million kroner. Det var en jysk tipper, der var alene om 13 rigtige, og vandt 1.466.693 kroner.
- 1980 - Robert Mugabe danner Zimbabwes første sorte regering.
- 1986 - Tidligere FN-generalsekretær Kurt Waldheim beskyldes i New York Times for deltagelse i terrroraktioner i Jugoslavien under Anden Verdenskrig.
- 1991 - Irak frigiver de allierede krigsfanger efter Golfkrigen 1991.
- 1994 - Kurt Cobain forsøger selvmord
- 2001 - Ved uddelingen af årets Bodil-priser får Per Flys Bænken prisen som Bedste Danske Film. Jesper Christensen, der spillede hovedrollen, fik samtidig en Bodil for årets bedste mandlige hovedrolle, som alkoholiker i Bænken.

### Født
- 1394 - Henrik Søfareren, portugisisk prins og opdagelsesrejsende (død 1460).
- 1525 - Giovanni Pierluigi da Palestrina, italiensk komponist (død 1594).
- 1678 - Antonio Vivaldi, italiensk komponist (død 1741).
- 1706 - Laurids de Thurah, dansk arkitekt (død 1759).
- 1841 - Kristian Mandrup Elster, norsk forfatter (død 1881).
- 1883 - Christen Borch, dansk arkitekt (død 1972).
- 1893 - Anne Marie Telmanyi, dansk kunstmaler (død 1983).
- 1896 - Kai Emil Holm, dansk skuespiller (død 1985).
- 1904 - George Gamow, russiskfødt amerikansk kernefysiker og forfatter (død 1968).
- 1913 - John Garfield, amerikansk skuespiller (død 1952).
- 1918 - Margaret Osborne duPont, amerikansk tennisspiller (død 2012).
- 1928 - Alan Sillitoe, engelsk forfatter (død 2010).
- 1931 - Sonya Hedenbratt, svensk sanger og skuespiller (død 2001).
- 1932 - Miriam Makeba, sydafrikansk sanger (død 2008).
- 1932   - Ryszard Kapuściński, polsk forfatter (død 2007).
- 1935 - Bent Larsen, dansk stormester i skak (død 2010).
- 1935   - Mogens Ellegaard, dansk accordeonspiller (død 1995).
- 1936 - Jim Clark, skotsk racerkører (død 1968).
- 1940 - Henning Vilén, dansk sanger.
- 1940   - Bente Hansen, dansk forfatter (død 2022).
- 1946 - Keld Andersen, dansk håndboldspiller.
- 1947 - Jan Garbarek, norsk jazzmusiker.
- 1948 - Shakin' Stevens, walisisk sanger og sangskriver.
- 1951 - Kenny Dalglish, skotsk fodboldspiller og manager.
- 1951   - Chris Rea, engelsk sanger og sangskriver.
- 1951   - Bent Vinn Nielsen, dansk forfatter.
- 1952 - Umberto Tozzi, italiensk pop/rock sanger og sangskriver.
- 1959 - Hanne Windfeld, dansk skuespiller.
- 1962 - Finn Henriksen, dansk jazzmusiker.
- 1971 - Anders Kjølholm, dansk bassist i heavy metalbandet Volbeat.

### Dødsfald
- 1193 - Saladin, kurdisk sultan (født 1137).
- 1805 - Jean-Baptiste Greuze, fransk maler (født 1725).
- 1852 - Nikolaj Gogol, russisk forfatter (født 1809).
- 1872 - Carsten Hauch, dansk forfatter (født 1790).
- 1934 - Matilde Bajer, dansk kvindesagsforkæmper (født 1840).
- 1944 - Louis "Lepke" Buchalter, amerikansk gangster (født 1897).
- 1946 - Bror von Blixen-Finecke, dansk-svensk baron og storvildtjæger (født 1886).
- 1948 - Antonin Artaud, frans forfatter, skuespiller og instruktør (født 1896).
- 1968 - Ellen Price, kgl. dansk solodanser (født 1878).
- 1990 - Hans Hvass, dansk zoolog og forfatter (født 1902).
- 1993 - Ebba With, dansk skuespiller (født 1908).
- 2008 - Gary Gygax, amerikansk forfatter og spildesigner (født 1938).
- 2010 - Etta Cameron, dansk sanger og skuespiller (født 1939).

|  | Denne datoartikel kan blive bedre, hvis der indsættes et (bedre) billede Du kan hjælpe ved at afsøge Wikimedia Commons for et passende billede eller uploade et godt billede til Wikimedia Commons iht. de tilladte licenser og indsætte det i artiklen. |